# Sceloporus occidentalis
Sceloporus occidentalis este o specie de șopârle din genul Sceloporus, familia Phrynosomatidae, descrisă de Ralph O. Baird și R. Girard în anul 1852. A fost clasificată de IUCN ca specie cu risc scăzut.

## Subspecii
Această specie cuprinde următoarele subspecii:
- S. o. becki
- S. o. biseriatus
- S. o. bocourtii
- S. o. longipes
- S. o. occidentalis
- S. o. taylori